# Абрамович, Антон Иванович
Анто́н Ива́нович Абрамо́вич (бел. Антон Іванавіч Абрамовіч) — белорусский композитор и пианист.

## Биография
Родился в 1811 году в семье безземельного шляхтича Витебского района, не имеющего собственности и зарабатывающий на жизнь частным преподаванием музыки. Предположительно от него же, будущий композитор научился играть на фортепиано.
В 1832 году он переехал в Санкт-Петербург, где был известен как пианист-исполнитель и педагог. Он был известен как автор около 50 оригинальных фортепианных и вокальных произведений, среди которых значатся фантазии, вариации, полонезы, вальсы, мазурки, марши, романсы, обработки белорусских народных песен и т.д.
Ему принадлежит первая попытка создания в российском музыкальном искусстве национальных характерных произведений, в основе которых были мелодии белорусских народных песен и танцев (пьесы для фортепиано «Белорусские мелодии» и «Очарованная душа») или стихи белорусских поэтов (песни «Девонька» и «Горелица» («Водочка») на стихи Я. Борщевского).